# August Kitzberg
August Kitzberg, född 29 december 1855, död 10 oktober 1927, var en estländsk författare.
August Kitzberg började sitt författarskap med den romantisk-historiska berättelsen Maimu (1889) och övergick sedan till realistisk folkskildring i novellsamlingen Külajutud ("Byberättelser", 5 band, 1915–1921). Kitzbergs betydelse låg främst i att han grundade det moderna estniska dramat. Med hans skådespel Tuulte pöörises ("I vindvirvel", 1906) öppnades teaterbyggnaden Vanemuine i Tartu. Höjdpunkten i Kitzbergs och den estniska dramatikens historia var hans mystikfyllda allmogedrama Libahunt ("Varulv", 1912), som också kom att spelas i grannländerna. Utöver den nämnda verken märks bland annat skådespelen Püve talus ("I Püve-gården", 1910), Kauka Jumal (1915) och Laurits (1919) samt de humoristiska minnesböckerna Ühe vana tuuletallaja mälestused ("Ihågkomster av en gammal vindböjtel", 2 band 1924–1925).